# ザルメイ・ハリルザド
ザルメイ・ハリルザド（Zalmay Khalilzad、زلمی خلیلزاد、Zalmay Khalīlzād、1951年3月22日 - ）は、アメリカ合衆国の官僚、外交官、政治家。アメリカ新世紀プロジェクト会員。スンニ派イスラム教徒。

## 来歴
アフガニスタン生まれ。マザーリシャリーフ市出身。父はハリルッラー（パシュトゥーン人）、母はタジク人。1968年、ガジ貴族学校を卒業し、レバノンのベイルート・アメリカン大学でBAとMA取得後、1979年、シカゴ大学で政治学博士号取得し、アルバート・ウォルステッターに師事する。1979年から1989年までコロンビア大学国際公共政策大学院で助教授を務めた。
1982年、戦争と平和研究所、対外政策会議、ニューヨーク市、国防大学、戦略研究所の科学職員となる。1985年、国務省に入省し、政治問題担当国務次官特別顧問となり、イラン・イラク戦争とソ連軍のアフガン侵攻を担当した。1980年代中盤、ソ連軍に対するムジャーヒディーンの行動を調整。石油会社ユノカルのアフガン・プロジェクトの主任顧問となる。
1989年から1991年までランド研究所の上級政治学者、カリフォルニア大学サンディエゴ校の講師を務める。1991年から1992年まで、政治計画担当国防次官補在任。
1993年～1999年、ランド研究所の「戦略、ドクトリン及び戦力機構」（Strategy, Doctrine and Force Structure）空軍プロジェクトのディレクター。中東研究センター（Center for Middle Eastern Studies）を設立。ジョージ・ウォーカー・ブッシュ政権の国防総省移行チームの長となり、後に国防長官顧問となる。国家安全保障会議西アジア・近東・北アフリカ担当特別補佐官。南西アジア・近東・北アフリカ担当大統領特別補佐官。
ジョージ・W・ブッシュ政権の下、2003年11月から2005年6月まで駐アフガニスタン特命全権大使を務め、アメリカのアフガニスタン侵攻後のアフガニスタン政府構築を担当した。2003年11月24日、ハーミド・カルザイ大統領に信任状を手交した。
2005年6月21日から2007年3月26日まで駐イラク共和国特命全権大使。イラク戦争後のイラク政府構築を担当した。
2007年4月17日からは2009年1月20日までアメリカ合衆国国際連合大使を務めた。イランを核問題やイラクとアフガニスタンでの反政府活動支援などで非難し、南オセチア紛争でロシアと対立した。
2018年9月5日からはドナルド・トランプ政権でアフガニスタン和平担当特別代表を務め、同年10月にカタールの首都ドーハでターリバーンと協議を行った。翌2019年1月26日にはカタールでのターリバーンとの6日間にわたる前例のない和平協議を行って従来を上回る成果を得られたと述べ、同年4月26日にターリバーンとの和平案で中国やロシアとも合意した。

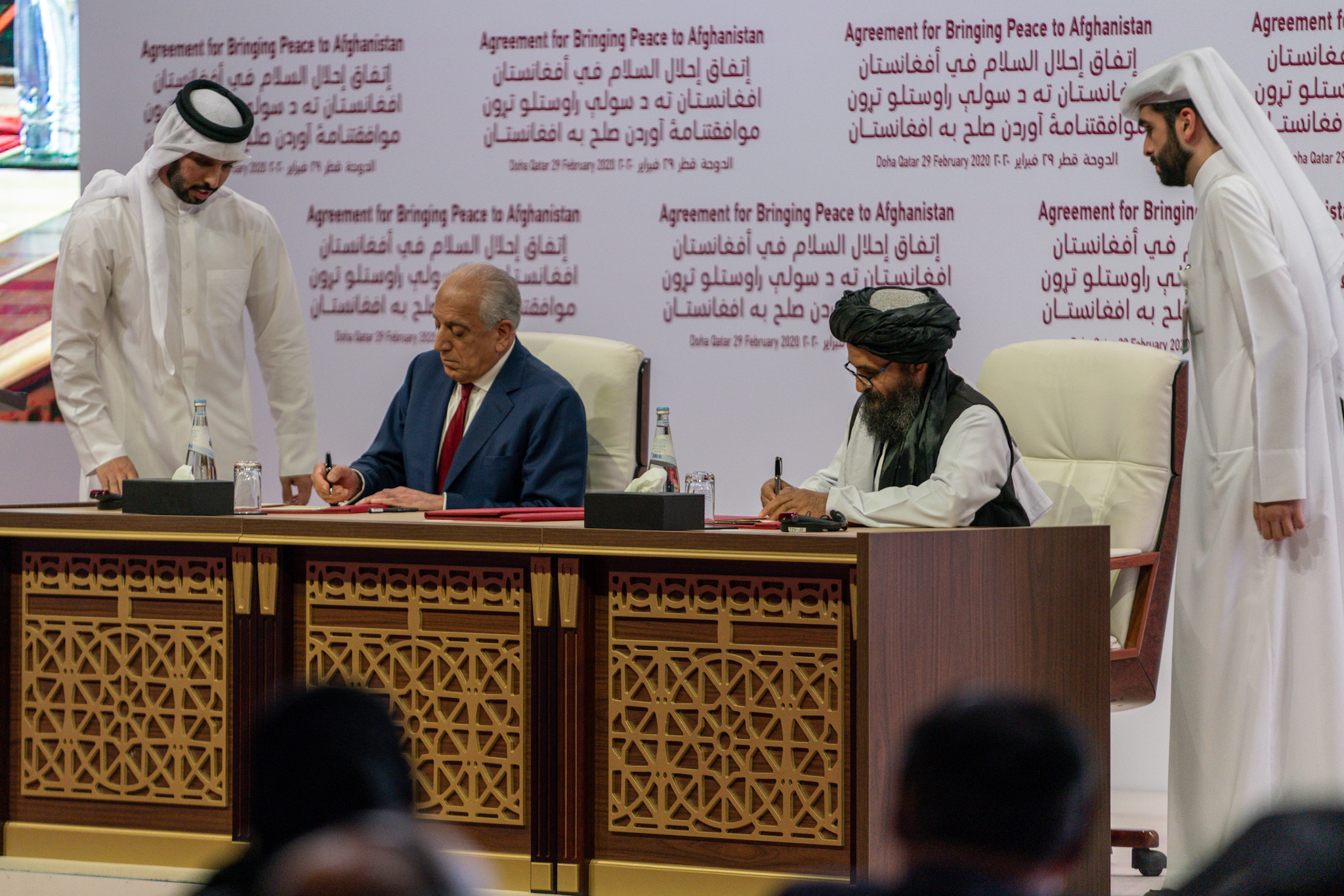
ターリバーンとの和平合意に署名するハリルザド（中央左）

2020年2月29日、ドーハでターリバーン代表のアブドゥル・ガニ・バラダルとともにアフガニスタン和平プロセスに関する合意文書（ドーハ合意）に署名した。
2021年10月18日、国務省は、ザルメイ・ハリルザドが和平担当特別代表を辞任すると発表した。

## 著書
- 「過去15年間におけるロシア領内での米空軍の戦闘作戦」
- 「南西アジアの安全保障」
- 「アッラーの政府：イラン・イスラム共和国」（共著）
- 「ロシア衰退の評価：米空軍に対する戦略的結果」（科学コンサルタント）

| 外交職                      | 外交職                                                   | 外交職                    |
| --------------------------- | -------------------------------------------------------- | ------------------------- |
| 先代 ロバート・フィン       | 在アフガニスタンアメリカ合衆国大使 2003年 - 2005年       | 次代 ロナルド・ノイマン   |
| 先代 ジョン・ネグロポンテ   | 在イラクアメリカ合衆国大使 2005年6月21日 - 2007年3月26日 | 次代 ライアン・クロッカー |
| 先代 アレハンドロ・ウォルフ | アメリカ合衆国国連大使 2007年4月17日 - 2009年1月20日     | 次代 スーザン・ライス     |